# 감정 지능
감정 지능(emotional intelligence, EI)은 자신이나 타인의 감정을 인지하는 개인의 능력을 나타내는 용어이다. 감정 지능은 자신과 타인의 감정을 잘 통제하고 여러 종류의 감정들을 잘 변별하여 이것을 토대로 자신의 사고와 행동을 방향지을 근거를 도출해 내는 능력이다. 이 용어는 심리학자이자 과학언론인인 대니얼 골먼(Daniel Goleman)이 쓴 책으로 인해 중요성을 인정받았다. 감정 지능에는 여러 모델이 있다. Daniel Goleman이 말한 자신의 모델은, 현재 혼합모델로 쓰이고 있다. 이 혼합모델은 나중에 능력 감정 지능과 특성 감정 지능으로 구분되어 모델화된다. Daniel Goleman은 감정 지능을 리더십 행동을 이끌어내는 기술과 특성의 집합이라고 정의한다. 그 특성 모델은 2001년 Konstantin Vasily Petrides에 의해 개발된다. 그것은 행동성향과 자기인지 능력을 포함하고 자기보고를 통해서 측정된다. 능력 모델은 Peter Salovey와 John Mayer를 통해 2004년 개발된다. 이 모델은 감정정보를 처리하고 사회 환경을 탐색하기 위해 사용되는 개인의 능력에 초점을 맞춘다. 연구들은, 높은 감정 지능을 갖춘 사람은 더 정신건강 상태가 좋고, 더 나은 업무 수행과 더 강한 리더십 기술을 갖고 있음을 보여주고 있다. 예를 들면, Goleman의 저서에 있는 연구(Working with Emotional Intelligence)에 따르면 감정 지능은 리더가 우월한 성과를 내기 위해 필요하다고 여겨지는 능력의 67%를 차지한다. 그리고 기술적 전문지식이나 IQ보다 두 배 더 중요하다. 감정 지능의 표시나 감정 지능의 개발 방법은 지난 수 십 년간 폭 넓게 연구되어 왔다. 게다가, 연구들은 감정 지능의 신경 매커니즘을 묘사하는데 도움을 주는 증거들은 제공해 오고 있다.
감정 지능에 대한 비평들은 ‘감정 지능이 지능이라고 할 수 있는지’, ‘감정 지능이 ‘IQ’나 ‘Big Five 개인 특성보다 더 유효한지’에 초점을 맞춰 왔다.

## 역사
감정 지능이라는 용어는 1964년 Michael Beldock의 논문과 1996년 정신치료 잡지인 Practice of child psychology and child psychiatry에 실린 B.Leuner의 Emotional intelligence and emancipation 논문에 처음으로 등장했다.감정 지능이라는 용어는 1985년에 Wayne Payne의 박사 학위 논문 A Study of Emotion: Developing Emotional Intelligence에서 처음으로 사용되었다고 추정된다.1983년에 Howard Gardner의 Frames of Mind : The Theory of Multiple Intelligences Gardner, H. (1983). Frames of mind. New York: Basic Books.에서는 IQ와 같은 전통적 종류의 지능이 인지적 능력을 충분히 설명하지 못한다고 주장한다. 그는 다중 지능이라는 개념을 소개했다. 이것은 대인 관계적 지능(다른 사람의 의도, 동기와 욕구를 이해하는 능력)과 자기성찰 지능(자신의 감정, 두려움과 동기를 느끼기 위해 자기 자신을 이해하는 능력)을 포함한다.1987년 British Mensa 잡지에 실린 Keith Beasley의 기사에 EQ라는 용어가 처음으로 간행되어 사용된 것으로 추정된다.1989년 stanley Greenspan은 감정 지능을 설명하기 위한 모델을 제안했고 같은 해에 Peter Salovey와 John Mayer가 이것을 간행했다. 그러나 감정 지능이라는 용어는 Goleman의 책 Emotional Intelligence - Why it can matter more than IQ (1995) 이 출간되면서 널리 인식되었다.이 용어가 유명해 질 수 있었던 이유는 전적으로 이 책이 베스트셀러로 명성을 떨쳤기 때문이다.Goleman은 같은 주제로 몇몇 더욱 더 유명한 책을 출간했고 그 용어를 계속해서 사용했다.하지만, 지금까지 감정 지능을 측정하는 테스트는 표준 지능 측정법인 IQ 측정 테스트를 대체하지 못했다. 또한 감정 지능의 역할은 리더십과 사업 성공에 있어서 비판을 받기도 했다.특성 감정 지능과 능력 감정 지능 간의 차이는 2000년에 소개되었다.

## 정의
감정 지능은 자신과 타인의 감정을 잘 통제하고 여러 종류의 감정들을 잘 변별하여 이것을 토대로 자신의 사고와 행동을 방향 지을 근거를 도출해 내는 능력으로 정의될 수 있다. 그러나 감정 지능의 정의에 관해 용어와 운용에 있어 상당한 의견 차이가 존재한다. 최근에 와서는 세 가지 주요 감정 지능 모델이 소개되고 있다.
1. 능력 모델
2. 혼합 모델 (특성 감정 지능을 일반적으로 포함함)
3. 특성 모델
서로 다른 감정 지능 모델들은 그 구성을 평가하는 다양한 수단들을 발전시켰다. 몇몇 특징들은 서로 겹칠지 모르지만, 대부분의 연구원들은 이 내용들이 서로 다른 구성을 다룬다는 점에 동의했다.

## 능력모델
Salovey와 Mayer는 감정 지능 개념을 새로운 지능을 위한 표준 기준 내에서 정의하기 위해 애썼다. 그들의 계속된 연구에 따르면, 그들은 처음에는 감정 지능을 “생각을 촉진하기 위해 감정을 인식하고 통합하는 능력, 개인의 성장을 고취하기 위해 감정을 이해하고 조절하는 능력”이라 정의 내렸다. 그러나 더 많은 연구를 추진한 이후, 그들은 감정 지능에 대한 정의를 “감정을 사유하는 능력, 감정을 통해 생각을 강화하는 능력”으로 진화시켰다. 이것은 정확하게 감정을 인식하는 능력, 생각을 돕기 위해 감정에 접근하고 감정을 만들어 내는 능력, 감정과 감정 지식을 이해하는 능력, 감정적, 지능적 성장을 촉진하기 위해 사색적으로 감정을 조절하는 능력을 포함한다.능력 기반 모델은 감정을 사회적 환경을 이해하도록 돕는 유용한 정보 자원으로 여기고 있다. 이 모델은 개인마다 감정적 본성에 대한 정보를 처리하는 능력이 다르고 감정 처리를 더 넓은 인식으로 연관 짓는 능력이 다르다고 말한다. 이런 능력은 특정한 적응 행동에서 저절로 나타나는 것으로 보인다. 이 모델은 감정 지능이 네 가지 종류의 능력을 포함한다고 주장한다.
1. 감정 수용 – 자기 자신의 감정을 확인하는 능력을 포함하여 얼굴, 그림, 목소리, 문화 유물에서 감정을 인지하고 해독하는 능력이다. 이것은 다른 모든 감정 정보의 처리를 가능하게 만들기 때문에 감정을 받아들이는 것은 감정 지능의 기본적인 측면을 나타낸다.
2. 감정 사용 – 사고나 문제해결과 같은 다양한 인지적 활동을 촉진하기 위해 감정을 활용하는 능력이다. 감정적으로 지적인 사람은 가까운 업무에 최대한 적응하기 위해 그의 변화하는 감정을 충분히 활용할 줄 안다.
3. 감정 이해 – 감정언어를 이해하는 능력과 감정들 사이에서 복잡한 상호관계를 인식하는 능력이다. 예를 들어 감정을 이해하는 것은 감정들 사이의 미묘한 변화에 민감해지는 능력과 시간이 흐름에 따라 감정이 어떻게 변해 왔는지 인식하고 묘사할 수 있는 능력을 포함한다.
4. 감정 관리 – 자기 자신과 타인의 감정을 통제하는 능력이다. 그러므로 감정적으로 지적인 사람은 심지어 부정적인 감정까지도 활용할 수 있고 의도한 목표를 성취하기 위해 감정들을 관리할 수도 있다. 능력 감정 모델은 작업장에서 잘 드러나지 않고 예측 가능성이 낮기 때문에 연구에서 비판받아왔다. 그러나 구성 타당도의 관점에서, 능력 감정 지능 테스트는 개인 최대 성과를 표준 성과와 비교하고 개인 스스로에 대한 묘사적 서술에 의존하지 않기 때문에 자기기록 감정 지능에 비해 큰 이점을 가졌다.

### 능력모델 (측정방법)
Mayer와 Salovey가 감정 지능 모델인 The Mayer-Salovey-Caruso Emotional Intelligence Test (MSCEIT)는 일련의 감정을 기본으로 한 문제해결에 기초를 두고 있다고 주장했다. 이 테스트는 능력중심의 IQ 테스트를 모델로 만들어졌고, 각 4개의 감정 지능 요소에 기초를 둔 사람들의 능력을 테스트함으로써, 이것은 각 요소의 점수 뿐 아니라 총 점수까지도 산출해낸다. 네 가지 모델(model)의 핵심은 감정 지능이 사회적 규범을 조율하기 위해 필요하다는 생각이다. 그러므로, MSCEIT는 일치 방식으로 점수가 매겨 지고, 높은 점수는 개인의 응답과, 전 세계적인 응답자들에 의해 제공된 표본들과 높은 공통부분을 가진다. MSCEIT는 전문가에 의해 점수가 매겨지기도 한다. 그래서 공통부분의 정도는 개인의 응답들과 21인의 감정 연구가들에 의해 제공된 응답들을 통해 산출된다. MSCEIT는 비록 능력시험으로써 홍보되었지만, 객관적으로 정확한 답이 없다는 점에서 표준 IQ테스트와 다르다. 또 다른 이의제기중 하나는, 일치에 의한 평가기준이 소수의 응답자가 해결할 수 있는 설문을 작성하는 것을 불가능하게 만든다는 점이다. 왜냐면 정의에 의하면 응답들은 다수의 샘플응답이 인정했던 것일 경우에만 정서적으로 “똑똑하다”라고 여겨지기 때문이다. 이것과 비슷한 문제들은 몇몇의 인지능력 전문가들이 감정 지능을 진정한 지능으로 보는 데 의문을 갖게 만든다. Follesdal의 연구에선,111명의 사업 대표들의 MSCEIT 시험 결과들을 근로자가 그들의 대표를 어떻게 묘사하는지와 비교하였다. 이를 통해 공감능력, 동기부여 능력, 리더 능력 등에 관한 대표의 시험 결과와 그들이 근로자에 의해 평가된 것과의 연관성이 없음을 찾아냈다. 또한 Follesdal은 MSCEIT 시험을 운영하는 캐나다 기업인 Multi-Health systems를 비판하였다. 시험은 141개의 질문을 포함한다. 그러나 그 중 19개 문제에 대한 예상 답변이 주어지지 않았다는 사실이 출판 이후에 발견 됐다. 이로 인해 Multi-Health systems은 공식적인 언급 없이 채점하기 전에 그 19개의 질문에 대한 답변을 지웠다.

## 혼합모델
Daniel Goleman에 의해 소개된 이 모델
은 리더십 수행에 대한 다양한 능력과 기술로서의 감정 지능에 집중한다. Goleman의 모델은 다섯 가지의 주요 감정 지능 구조를 설명한다.(Daniel Goleman의 "What Makes A Leader"에서 더 자세한 정보를 확인할 수 있다. best of Harvard Business Review 1998)
1. 자기인식 - 자신의 감정 ,강점 ,약점 ,충동, 가치관과 목표를 아는 것과 직감을 이용해 결정을 할 때 타인에게 미치는 영향을 인식하는 것이다.
2. 자기조절 -자신의 파괴적 감정과 충동을 조절하고 가라앉히는 것과 변화하는 상황에 적응하는 것을 포함한다.
3. 사회적 대인관계 기술 - 사람을 올바른 방향으로 이끌어 관계를 유지할 수 있는지를 말한다.
4. 감정이입 - 결정을 할 때 타인의 감정을 고려하는 것을 말한다.
5. 동기화 - 성과를 위해 성취하도록 이끌려지는지를 의미한다.
Daniel Goleman은 일련의 정서역량을 각 감정 지능의 구성요소에 포함하였다. 정서역량은 타고난 재능이 아니며, 노력을 해야만 함이 틀림없고, 뛰어난 결과를 내야할 때 계발된다.Daniel Goleman은 개인이 일반적인 감정 지능을 가지고 태어나며 그것이 정서역량을 배우기 위한 잠재력을 결정한다는 것을 상정했다. 그러나 Daniel Goleman의 정서지능 모델은 단지 “대중심리학” 이라며 연구 문헌에 의해 비판 받아왔다.(Mayer, Roberts, & Barsade, 2008).

### 혼합모델 (측정방법)
두 가지 측정방법은 Goleman 모델에 근거한다.
1. 1999년에 만들어진 정서 역량 목록(ECI), ECI의 새로운 버전인 2007년에 개발된 정서적-사회적 역량 목록(ESCI), 그리고 정서적-사회적 역량-대학 버전(ESCI-U)도 이용가능하다. Goleman과 Boyatzis이 개발한 이 측정도구들은, 정서적-사회적 역량의 행동에 관한 측정을 제공한다.
2. 2001년에 만들어진 감정 지능평가는, 자기보고와 전 방위적 평가를 통해 수행된다.

## 특성모델
Konstantinos Vasilis Petrides("K. V. Petrides")는 감정 지능과 관련해, 능력모델과 특성모델 사이의 개념적 구분을 제안했다. 그리고 그는 수년 동안 많은 출간을 하면서 후자를 개발해 왔다.특성 감정 지능은 성격의 하위 계층에 위치한 정서적 자기-인지의 핵심이다.일반적인 말로, 특성 감정 지능은 개인 정서적 능력의 자기-인지를 나타낸다. 이러한 정의는 행동적 기질과 자기-인지 능력을 포함하며, 감정 지능은 ‘자기보고’를 통해 측정된다. 이는 능력 모델과 대조된다. 능력 모델은 과학적 측정방법에 매우 저항력 있는 실제적 능력을 의미한다. 특성 감정 지능은 성격이라는 틀 안에서 조사되어야 한다.특성 감정 지능 모델은 일반적인 이론으로써, 위에서 다루었던 Goleman 모델을 포함한다. 성격 특성으로써 감정 지능을 개념화하는 작업은 인간이 인지할 수 있는 범위 밖에 존재한다.

### 특성모델 (측정방법)
감정 지능에 대한 자기보고 측정 방법은 EQ-I, .스윈번 대학교 감정 지능 시험 (SUEIT), 그리고 Schutte 감정 지능 모델을 포함해 많은 것들이 있다. 이 방법들 중 어느 것도 지능, 능력 또는 기술을 평가할 수 없다. 오히려 이 방법들은 특성 감정 지능만을 평가하는 제한된 방법이다.이러한 것들을 평가하는 더 합리적이고 널리 연구된 방법 중에 하나는 TEIQue이다. 이는 이 구조를 합리적으로 측정하기 위해서 특별히 설계된 방법으로써, 다양한 언어로 통용된다.TEIQue는 Petride이 동료들과 함께 구상한 감정 지능을 성격의 관점에서 개념화한 모델에 대한 조작화를 제공한다.이 테스트는 웰빙, 자아통제, 감정 그리고 사회성과 같은 4가지 항목을 바탕으로 구성된 15개의 하위 기준으로 이루어져있다. TEIQue의 심리 측정 방식은 TEIQue의 결과가 세계적으로 정규분포를 이루고, 신뢰할 수 있다고 보고된 불어를 사용하는 집단을 기준으로 조사되었다.연구자들은 또한 TEIQue 결과가, 지능의 형식과 반대되는 감정 지능의 관점에서, 개인적인 성격을 뒷받침한다고 평가되는 비언어적인 추론과 연관되어 있지 않다는 것을 발견했다. 예상한 것처럼, TEIQue 결과는 Big Five성격 유형 특성 중 외향성, 친화성, 개방성, 성실성과 정의 관계를 가지며 신경증과는 역의 관계를 가지는 것으로 나타났다. 많은 양적 유전적 연구들은 모든 감정 지능 결과들이 상당한 유전적 영향력을 받고 있다는 것을 밝혀낸 감정 지능 모델 안에서 수행된다.여러 감정 지능 검사를 직접적으로 비교한 최근 두 연구는 TEIQue에 대해 굉장히 호의적인 결과를 내놓았다.

## 이론적 기반에 대한 비판

### 측정 가능한 형태로 인지되지 않는다.
Goleman의 초기 연구는 처음부터 감정 지능을 지능의 한 종류로 정의 내려 비난을 받아 왔다. Eysenck (2000)은 Goleman의 감정 지능에 대한 설명이 일반적으로 지능에 대한 근거 없는 판단을 내리고 있다고 논평했다. 그리고 이것은 지능의 유형을 연구할 때 예상하고 기대했던 것과 어긋났다.
```
“Goleman은 거의 모든 행동 유형을 지능과 관련해서 분류했고, 이는 가장 근본적인 모순의 전형을 확실히 보여주었다. …(중략)…이러한 다섯 가지 능력으로 감정 지능을 정의한다면, 우리는 이 능력들이 매우 높은 관련성을 가지고 있다고 볼 수 있다. Goleman은 이 능력들이 서로 상관되지 않을 수 있음을 인정하였다. 그리고 어떤 경우에 우리가 이를 측정할 수 없다면, 우리가 어떻게 이 능력들이 관계되는지를 알 수 없다고 주장한다. 따라서 전체적 이론은 사상누각이며; 거기에는 견고한 과학적 근거가 없다고 말했다.”
```

비슷하게, Locke는 2005년에 감정 지능의 개념이 본질적으로 지능이라 오해를 받는다고 주장했다. 그리고는 개념을 이해하기 위한 대안을 제시했다: 이것은 또 다른 지식의 형태나 유형이 아니라 특정 영역(즉, 감정에 적용되는) 지식(추상적 개념을 이해하는 능력)이다. 그는 이 개념이 새로 재분류되고 기술로서 언급되어야 한다고 주장한다. 이 주장의 본질은 다음과 같다 : ① 과학적 탐구는 유효하고 일관된 구조의 활용에 의존한다. ② 감정 지능이라는 용어를 도입하기 전에, 심리학자들은 능력과 성과, 기술, 습관, 태도와 가치, 성격, 감정 상태 등의 요인 사이의 이론적인 구별을 확립했다.따라서, 일부 학자들은 용어 EI는 받아들여진 개념들과 정의들을 병합하고 융합한다고 주장한다.

### 도덕적 자질로 잘못 인지하는 것
Adam Grant는 사람들이 오히려 감정 지능을 기술보다는 바람직한 도덕적인 자질로 잘못 지각하는 것이 위험하다고 경고했다. Grant는 잘 발달된 감정 지능은 목표를 성취하기 위한 중요한 수단일 뿐만 아니라, 이는 타인의 능력을 빼앗음으로써 그들을 조정하기 위한 무기로 사용될 수 있다는 부정적인 면을 가지고 있다.

### 거의 예측 가치가 없다.
Landy는 감정 지능에 의해 수행되는 타당한 연구들이 몇 가지 일반적인 결과들(특히, 학업적, 업무적 성과)에 대해서 거의 어떤 설명이나 예측을 해줄 수 없다고 주장한다. Landy는 몇몇 연구들이 예측 타당성 안에서 작게 증가하는 이유는 방법론적인 오류라고 주장했다. 다시 말해, 대안적인 설명들은 완벽하게 고려되지 못하고 있다.
```
“감정 지능은 성격 수치가 아닌 추상적인 지능 수치들로, 또는 학업 지능 수치가 아닌 성격수치들로 비교되고 대조된다.” Landy(2005)
```

유사하게, 다른 연구자들은 자기 보고 감정 지능 수치와 형성된 성격의 수치와의 상관관계에 대해 우려를 제기한다. 일반적으로, 자기보고 감정 지능 수치와 성격 수치는 성격 특성을 측정한다고 여겨지기 때문에 둘이 수렴한다고 여겨져 왔다. 특히, 자기보고 감정 지능과 가장 연관성 있는 것으로 알려진 Big Fived의 두 가지 측면, 신경질적임과 외향성에서 이 같은 현상이 발견된다. 특히, 신경질적임은 부정적인 감정 그리고 불안함과 연관되어 있다고 알려져 있다. 직관에 의해, 신경질적임 항목에서 높은 점수를 기록한 사람들은 자기보고 감정 지능 측정 수치에서 낮은 점수를 받는 경향이 있다.감정 지능의 설문조사 결과와 성격 사이의 상관관계에 대한 해석은 다양하다. 과학 문헌의 저명한 관점은, 성격 특성들의 모음으로써 EI를 재해석한 특성 감정 지능 관점이다.

## 측정방법의 비판

### 능력 모델

#### 능력이 아닌 동조행동을 측정하라.
Mayer와 Salovey의 작업과 관련한 하나의 비판은 Robert의 연구로부터 나왔는데 (2001), MSCEIT에 의해 측정된 감정 지능은 오직 동조행동만이 있다고 제시한다. 이 논쟁은 MSCEIT가 의견일치를 토대로 한 평가에 사용된다는 것과, 그리고 MSCEIT의 점수가 부정적으로 기여된다는 사실에 뿌리를 두었다.(이 점수들은 감정 지능이 낮은 사람과 감정 지능이 높은 사람을 구별 짓는다.)

#### 능력이 아닌 지식을 측정하라.
더 나아가 인식의 능력의 다른 시험을 주장한 Brody에 의해서 비난이 퍼부어졌다(2004), MSCEIT 시험은 감정의 지식과는 불필요하게 일을 수행하는 능력으로 평가되어 있다. 주된 논쟁은, 어떤 이가 감정이 가득한 상황에서 어떻게 행동해야할지를 알면서도, 필연적으로 그 사람이 보고된 행동을 수행하지 않는다는 것이다.

#### 성격과 일반적 지능의 측정방법
새로운 연구는 El능력 측정이 성격과 일반적 지능이 더해져서 측정될 것이라는 주장을 보여준다. 이 연구들은 성격과 El 지능의 다 변량의 영향을 조사했고, 또한 측정의 오류(몇 타당화 연구에서 행해지지 않는)를 위한 추정도 고쳤다. 예를 들어, 슐트, 리 카레타의 연구는 보여주는데, 일반지능(Wonderlic Personnel Test로 측정된), 친절함(NEO-PI로 측정된), 성별 또한 의존적으로 EI 능력 측정을 예측하는데 사용될 수 있다. 그들은 .81의 다중상관 (R)을 MSCEIT와 함께 줬다.(완벽한 예측은 1번) 이 결과는 Fiori와 Antonakis에 의해 모방되었고,그들은 .76의 다수 R을 Cattell의 “Culture Fair”이라는 지능 테스트와 BFI를 사용하여 발견하였고; 중요한 공변인은 지능(표준화된 베타 = .39), 친절함(표준화된 베타 = .54), 그리고 개방성 (표준화된 베타 .46) Antonakis 와 Dietz(2011a),AEIM을 조사한, 는 비슷한 결과를 찾아냈는데, (다수 R = .69), 지능이 되는 중대한 예측변수들, 표준화된 베타 = .69(Swaps 테스트와 Wechsler 지능척도검사, 40- 아이템 일반상식 테스크를 사용하여) 그리고 공감, 표준화된 베타 = .26 (공감 경향성의 측정 질문을 사용한)--보다시피, 또한 Antonakis 와 Dietz(2011b),어떻게 중요한 통제변수의 포함과 제외가 근본적으로 결과를 바꿀 수 있는지 보여준-게다가, 능력과 EI모델의 특성의 예측타당성을 측정할 때 성격과 지능과 같은 중요한 통제변수를 항상 포함시크는 것은 중요하다.

### 자기보고 형식의 측정은 응답왜곡에 취약하다.
보다 더 공식적으로 사회적으로 바람직한 반응(SDR)을 용어화한, 긍정적 응답왜곡(Good faking)은 시험자가 과도하게 긍정적 편향을 갖고 체계적으로 자기 자신을 나타낼 때 나타나는 반응 패턴이라 정의된다. (Paulhus, 2002). 이러한 편향은 성격 검사의 응답을 방해하고, 자기보고 형식의 검사간의 관계에 대한 매개체역할을 하는 것으로 오래 전부터 알려져 왔다.더 정식적인 사회적 바람직한 대답, 긍정적 응답왜곡은 시험자가 체계적으로 자신들을 지나치게 긍정적인 편견과 함께 표현하는 대답 패턴으로 정의된다. 이 편견은 오래전부터 성격재고에 대한 응답을 방해하는 것으로 알려져 있다. 이 편견은 중재자로 자기보고서 측정사이의 관계로 작용한다.바람직한 방법으로 대답하는 것은 상황적 및 일시적 응답 패턴으로 제안되었다. (Pauls & Crost, 2004; Paulhus, 1991) 이것은 질적인 측면에서 보다 장기 특성의 반응스타일과 대조된다. 몇몇 자기보고 형식의 감성지능 검사항목의 맥락(예 : 고용 상황)을 고려하는 데에 이용되며, 반응세트의 문제점은 이판사판의 시나리오에서 명확해진다.(Paulhus & Reid, 2001)행동 항목에 대한 SDR=(즉, good faking 긍정적 응답왜곡), 즉 긍정적 응답왜곡을 막기 위한 방법이 있다. 몇몇 연구자들은 성격 시험을 수행하기 전에 시험자들에게 긍정적으로 속이지 말라고 경고하는 것이 필수적이라 믿는다. (예를 들면, McFarland, 2003). 몇몇 항목들은 모든 항목을 망라하는 응답의 가능성과 일관성을 알아내기 위해 타당성 척도를 사용한다.

### 입증되지 않은 예측력
Landy는 감정 지능의 두 흐름에서 보여 지는 예측력에 의해 주장된 차이를 기반으로, 감정 지능흐름을 “상업적 부분”과 “학문적 부분”으로 구분하였다. Landy에 따르면, 전자는 감정 지능의 응용가치에 확장적인 주장을 펼치는 반면, 후자는 이런 주장에 대하여 사용자에게 경고하기 위해 노력하고 있다. 예를 들어, Goleman (1998) 은 “가장 능력 있는 리더들은 한 가지 결정적 부분에서 비슷하다: 그들은 모두 감정 지능에서 높은 수치를 가지고 있다. 감정 지능은 리더십의 필수조건이다.”라고 주장했다. 이와는 반대로 Mayer (1999)는 “대중 문학의 영향으로 인해, 감정적으로 지능이 매우 높은 사람이 삶에 있어 이점을 소유 한다는 것은 현재로서 과도하게 열정적인 것처럼 보이며 현재 매우 과도하게 열정적으로 나타나고 있고 그러한 영향은 합리적인 과학적 기준에 의하면 근거 없는 것”이라고 경고했다. Landy는 감정 지능과 관련한 주장들이 기반하고 있는 데이터가 상업적 데이터베이스에 의한 것이고, 이는 그것들을 독립적인 연구자들이 재조사, 복제, 검증하는데 사용할 수 없다는 것을 의미하며 이러한 논쟁을 더욱 강화시켰다.따라서 이러한 발견의 신뢰성은 데이터 세트를 세상에 공개하고 독립적인 연구에 이용될 수 있게 되지 않으면 과학적 방법으로 입증될 수 없다. 학제적인 논의에서 Antonakis 와 Ashkanasy/Dasborough는 연구자들이 리더십에 있어 감정 지능이 중요한지 아닌지의 실험에서 탄탄한 연구 설계를 이용하지 않았다는 것에 대체로 동의 한다. 따라서 현재 감성지능이 개인의 특성과 IQ는 설명할 수 있지만, 감정 지능이 리더십결과를 예측한다는 것을 보여주는 강력한 증거는 없다.Antoakis는 감정 지능이 리더십의 효과성에 필요하지 않을 수 있다고 주장한다(그는 이것에 대해 “감정의 저주” 현상이라고 언급하는데, 그들 자신과 남들의 감정적 상태에 대해 너무 예민한 리더들은 의사 결정이 힘들 것이며, 이것은 리더와 부하들에게 감정노동을 초래한다. 최근에 진행된 메타분석은 Antonakis의 입장을 지지해주는 것으로 보인다. 사실 Harms와 Crede는 대체로 감정 지능 척도가 변혁적 리더십 척도와 오직 p = 0.11만큼의 상관관계를 보인다는 것을 발견했다.(여기에 사용된 데이터는 동일한 방법편의의 문제를 해결한 것이었다.)흥미롭게도, 감정 지능의 능력 척도에서는 더욱 상관관계가 낮았으며 (예, p = 0.04); WLEIS (Wong-/Law의 감정 지능 척도)에서는 아주 조금 더 높은 상관관계를 보였고 (p = 0.08) Bar-On척도에서도 여전히 조금 더 나은 상관관계를 보여주었다(p = 0.18). 그러나 이러한 측정결과의 타당성은 감정 지능 척도와 리더십 모두에 상관관계가 있는 IQ의 효과나 Big five 개인특성의 효과를 반영하지 못하였다.업무성과와 리더십 모두에서 감정 지능의 영향에 대해 분석한 이어지는 보고서에서는, Harms 와 Crede가 감정 지능에 대해 측정한 메타분석의 타당성이 Big Five 특질과 IQ가 통제되는 상황에서는 영(0)으로 떨어지는 것을 발견하였다. Joseph 과 Newman Joseph,의 메타분석 역시 감정 지능의 능력에 대해 같은 결과를 보여주었다. 그러나 자기보고와 감정 지능 특성모델이 Big Five 특질과 IQ를 통제하고 난 이후에 업무성과와 상당한 수치의 예측타당성을 보유하고 있다는 사실에 주목할 필요가 있다.Newman과 Joseph 그리고 MacCann은 감정 지능 특성 측정의 상당한 예측타당성이 성취동기부여, 자기 효능감, 그리고 자아 관련 성과와 관련된 내용을 포함하고 있기 때문이라고 주장했다. 메타 분석의 근거가 자기보고 형식으로 측정된 감정 지능이 업무성과(다른 어떤 개인 성격 척도뿐만 아니라)를 잘 예측한다는 것을 확정 지었다. 이러한 내용은 혼합모델 감정 지능 척도와 특성모델 감정 지능 척도가 자기 효능감, 자체평가 성과와 신경증적 성질, 외향성, 성실성, 그리고 IQ의 영역을 활용하기 때문이다.

### NICHD 가 의견일치를 추진하다.
The National Institute of Child Health and Human Development은 감성지능의 주제와 관련된 여러 분류 때문에, the mental health community는 정신 건강과 긍정적 정신생활 상태 등에 대해 서술하기 위해 몇 가지 가이드라인에 대해 합의할 필요가 있다는 것을 인식해왔다. 그들의 집단에선, 이것을 “긍정적 심리와 건강의 개념”이라고 설명한다. 현재 긍정적 건강에 대해 경쟁중인 여섯가지 모델이 존재하는데, 이러한 모델들은 상위의 상태유지하기, 성격적 강점과 핵심 장점, 발달중인 성숙함, 사회적 감정 지능, 주관적인 웰빙, 그리고 회복력과 같은 개념들에 기반하고 있다. 그러나 위와 같은 개념들은 건강을 실증적이고 경험적인 용어로 정의하기보단, 철학적으로 정의하고 있다. Becker 박사는 긍정적인 정신적 건강의 개념에 대한 의견일치가 필요하다고 제안한다.

## 다른 현상과의 상호작용

### 따돌림
따돌림은 공격성, 괴롭힘, 폭력을 포함할 수 있는 동료 사이의 모욕적 상호작용이다. 이것은 전형적으로 반복적이며, 희생자에 대해서 권력을 가진 위치에 있는 사람들에 의해서 발생한다. 늘어나는 연구들이 따돌림과 감정 지능과의 중요한 상관관계를 보여준다. 감정 지능은 자기 자신과 다른 사람들에 관한 감정에 대한 이해 및 사용, 관리와 연관된 일련의 능력이다. Mayor와 그 외 사람들은(2008) 감정 지능의 전체적인 측면을 “생각을 촉진하고 감정을 이해하며 관리하기 위해 정확하게 감정을 인식하는 것”이라고 정의했다. 그 개념은 감정과 지적 프로세스를 결합한다.낮은 감정 지능은 따돌림을 당하거나 가하는 사람으로서 따돌림에 관여하는 것과 관련이 있어 보인다. 감정 지능은 따돌림을 가하는 행동과 따돌림으로부터 희생당하는 것 두 가지 모두에 중요한 역할을 한다. 감정 지능이 온순한 것으로 설명되는 것을 고려하면 감정 지능 교육은 따돌림 예방과 중재 계획을 대단히 발전시킬 수 있다.

### 작업 성과
감정 지능과 작업성과에 대한 연구는 다양한 결과를 보여준다. 어떤 연구에서는 긍정적인 연관이 발견되었고 다른 연구에서는 전혀 관련이 없거나 일치하지 않는 관계가 보였다.이러한 결과들은연구원들이 감정 지능과 IQ 사이의 보상모델을 내놓게 했는데, 그것은 인지적 지능이 감소할수록 감정 지능과 작업성과의 연계가 더 긍정적이라고 이야기한다. 그리고 이전의 연구 결과가 그 보상모델을 뒷받침한다. 그 내용으로, 낮은 IQ를 가진 직원들은 더 높은 과업 성과를 나타내고 그들의 조직적 시민 행동이 그 조직으로 향했으며 더 높은 감정 지능을 나타냈다는 것이 있다. 또한 감정 지능과 직무 태도 행동 사이에는 의미 있는 연관이 보이지 않았다는 내용도 있다.Joseph and Newman의 메타분석적 연구또한 Ability EI 와 Trait EI 모두가 높은 수준의 감정노동을 요구하는 회사에서 작업성과를 더 잘 예측하는 경향이 있다는 것을 드러냈다. 대조적으로 감정 노동을 요구하지 않는 회사에서는 감정 지능이 작업 성과와 거의 연관관계를 보이지 않았다. 즉, 감정 지능은 감정을 소모하는 직업에서만 작업성과를 예측하는 경향이 있는 것이다. 더 최근의 연구에서는 감정 지능이 반드시 전체적으로 긍정적인 특성이 아니라고 말한다. 그들은 감정 지능과 경영 업무의 요구사항 사이에서 부정적인 상호작용을 발견했다. 다시 말하면, 경영 업무 성향의 요구가 낮은 상황에서는 감정 지능과 팀워크의 효율성이 부정적인 상관관계를 보이는 것을 발견했다. 이에 대한 설명은 여성이 더 높은 점수를 기록하는 경향이 있는 감정 지능의 성별 간 차이를 암시하기도 한다.이 결과는 직무 환경이 감정 지능, 팀워크 효율성, 작업성과 사이의 관계에서 중요한 역할을 한다는 사실을 보강한다. 그리고 또 다른 흥미로운 결과가 감정 지능과 기업 행동, 그리고 성공 사이의 긍정적 관계를 평가한 연구에서 토의됐다.감정 지능과 작업성과에 대한 다른 연구 결과와 일치하게, 그들은 감정 지능의 수준이 단지 작은 양의 기업행동만을 예측한다는 것을 발견했다.

### 독실함
주요 논문 : 독실함과 감정 지능(Religiosity and emotional intelligence) 2004년, Ellen Paek의 연구는 경험을 바탕으로 이루어졌다. 이 연구는 종교적 성향과 행동으로 조작된, 독실함과 EI의 논란이 많은 아이디어와의 관계 정도를 조사했다. 이 연구는 기독교인이자 성인인 148명을 대상으로 했다. 그리고 종교적 성향과 행동이 ‘자기보고 EI’와 관련된 크기를 조사했다(종교인이 아닌 사람은 연구 대상에서 제외되었다). 그리고는 결과적으로, 개인의 자기보고 종교 성향이 스스로 더 높은 EI를 갖고 있다고 인지하는 것과 양의 상관관계가 있다는 것을 발견했다. 종교적 그룹 활동의 횟수가 인지된 감정 지능과 관련되지만, 수년 동안의 교회 출석은 관련이 없었다. 중요한 양의 상관관계는, 종교적 헌신과 인지된 EI 사이에서 발견되었다. 그러므로, 만약 그룹 활동에 더 많은 시간을 쓰고, 자신의 신념에 헌신적이라면, 기독교인 지원자들은 스스로를 감정적으로 똑똑하다고 느꼈다.Tischler, Biberman, McKeage은 위의 개념에 모호성이 존재한다고 경고했다. 그들의 논문(Linking emotional intelligence,spirituality and workplace performance: Definitions, models and ideas for research")에서, 그들은 EI와 정신성의 다양한 측면에서 문헌을 평가했다. 그들은 EI와 정신성이 유사한 태도, 행동, 기술을 이끌어냄을 발견했고, 두 요소 사이의 혼동, 연관을 보이는 것 같음을 발견했다.

### 자긍심과 약물사용
2012년 연구는 감정 지능, 자긍심, 환각제 의존의 관계를 조사했다.200명의 표본 중에서 100명은 대마초에 의존적이고 다른 100명은 감정적으로 건강했다. 통제집단과 비교했을 때, 종속 집단은 특히 감정 지능에 관해 낮은 점수를 얻었다. 또한 종속 집단을 통제집단과 비교했을 때, 종속집단에서 자긍심의 점수가 낮게 나왔다. 결과적으로 약물을 사용한 집단은 감정 지능 점수가 낮게 나오는 것이다. 2010년에 행해진 또 다른 연구는, 감정 지능의 낮은 수준이 약물 중독과 알코올 중독의 정도와 관계가 있는지 없는지를 조사했다. 약물 갱생 센터의 103명의 레지던트 평가에 의하면, 그들은 한 달 간격의 치료에서 다른 사회 심리적인 요인에 따라 그들의 감정 지능을 조사했다. 결과적으로 그들은 참가자들의 감정 지능 점수는 치료에 의해 중독의 수준이 줄어든 만큼 향상된다는 것을 발견했다.

## 사례

### 조조 – 능력모델의 관점에서 분석한 조조의 감정 지능
삼국지에 나오는 유명한 인물인 조조는 감정 지능을 잘 활용하여 부하직원들과 전쟁에서 승리를 거둔 인물이다. 다음은 조조가 ‘원소’라는 부하가 반역을 일으키려는 상황에서 차분히 자신의 감정 지능을 발휘하여 문제를 해결해 나가는 장면이다. 조조가 원소와의 전투에서 그를 이기고 나서 원소의 사령부에 도달했을 때, 원소가 급하게 쫓겨 가며 챙기지 못한 원소의 중요 문서들이 그대로 널려있었다. 그중엔 원소에게 온 비밀편지 뭉치도 있었다. 부하들이 그것을 조조에게 바치자, 조조는 두말 않고 불 속에 던져버린다. 철저히 조사해 반역자들을 가려내야 한다며 참모들이 말리지만, 조조는 편지가 다 타도록 내버려둔다. 그러고선, “원소가 강성할 땐 나도 속으로 두려웠거늘, 보통사람이야 오죽했겠느냐” 하고 손을 털었다고 한다.조조는 ‘원소’의 부하들이 잘못된 명령을 따를 수밖에 없었던 그들의 감정을 파악하여 이해해준 것이다. 이렇게 타인의 감정까지 헤아리는 광경을 보고 부하들은 다시 한 번 감복한다. 따라서 위의 사례는 조조의 감성지능이 적극 활용되어 자신의 사람들을 다시한번 보듬어 주는 순간인 것이다. 이외에도, 조조는 타인을 파악해 적재적소에 임무를 맡기면서 팀워크와 협동을 이끌어내는 능력이 탁월했다. 즉, 용인술에 능했다고 볼 수 있다. 건안20년(215), 조조가 서쪽의 장로를 원정하는 틈을 타, 손권이 군대를 이끌고 합비를 공격했다. 합비를 지키던 대장은 장료, 이전, 악진 세 사람이었다. 그들은 능력과 직책 모든 면에서 우월을 가리기 어려워, 서로 양보하는 법이 없었다. 당시 적을 앞에 두고 싸울지, 수성을 할지 세 사람의 의견이 일치하지 않았고, 누가 주장을 맡을지의 문제도 있었다. 조조는 이에 대해 “만약 손권이 쳐들어오면, 장료와 이전이 출전하며, 악진은 성을 지켜라” 라고 서신을 보냈다. 세 사람의 성격과 능력을 훤히 알고 있었기에 조조는 미리 합리적인 계획을 준비했던 것이다. 장료는 담력과 식견이 있고, 대의에 밝으며 대국적인 견지를 가져 상급자가 될 만 했다. 악진은 용감하며 전투에서 선두에 서는 맹장이었다. 이전은 학문을 좋아하며 품위가 있고 성격이 온화해 남과 공을 다투지 않았다. 하지만 독자적으로는 제몫을 하지 못했다. 따라서 조조는 악진에게 성을 지키게 해 다른 장수와 다툴 가능성을 방지했고, 전투에는 개인적 이익을 신경 쓰지 않는 장료와 공을 다투지 않는 이전을 짝지어 협조 체제를 이루게 했다. 이러한 계획 하에, 세 사람은 각자 책임을 맡아 협조함으로써 손권에게 대패를 안긴다. 이러한 두 가지 사건을 토대로 분석했을 때, 조조는 능력모델에 따른 감정 지능을 활용하고 있다고 보여 진다. 능력모델에는 총 4가지의 요소들이 포함되어 있는데, 감정 수용, 감정 사용, 감정 이해, 감정 관리가 그것들이다. 이 중에서도 조조는 감정 이해와 감정 관리 부분의 감정 지능 요소를 잘 활용한다. 위에서 볼 수 있듯이, 조조는 자신이 공감할 수 없을 것 같은 반역자 부하들의 감정들 까지도 이해하며 수용하는 태도를 보인다, 또한 부하들의 감정을 이해하는 것에서 그치는 것이 아니라, 그들의 감정을 잘 관리하여 훗날에 자신에게 유리한 방향으로 부하들의 감정을 활용할 수 있게 한다.

### 프랭클린 루즈벨트
프랭클린 루즈벨트는 뛰어난 감정 지능의 소유자이다. 그의 감정 지능은 미국 ‘보너스 군대’ 사건과 ‘경제 대공황’을 통해 확인할 수 있다. 1924년, 미국은 제 1차 세계대전에 참전했던 퇴역 군인들에 보너스를 지급하되, 1945년부터 지불하겠다는 내용의 법안을 통과시킨다. 그러나 대공황으로 인해 생활고를 겪던 퇴역군인들은 보너스를 바로 지급해달라고 요구하지만 거절당한다. 이에 퇴역군인들은 워싱턴으로 밀어닥쳐 건물을 점거하고 야영지를 만드는데, 이들을 ‘보너스 군대’ 라고 불렀다. 당시 하버트 후버 대통령은 요구를 묵살하고 군대와 경찰을 동원해 강경진압을 시도했고, 100여명의 사상자가 발생한다. 그로 인해 곳곳으로 흩어진 보너스 군대는 전국 곳곳에서 시위와 폭동을 일으킨다. 루즈벨트가 당선된 이후, 보너스 군대가 2차로 워싱턴으로 밀고 들어온다. 그러나 루즈벨트는 과거 하버트 후버와는 달리 식사를 제공하고 아내를 보내 그들의 말을 들어주게 했다. 이와 동시에 예산이 부족하여 당장의 보너스 지급을 해주진 못했지만, 뉴딜정책의 일환으로 공공건설 일자리를 제공하는 것으로 회유했고, 만족할만한 성과는 아니지만 보너스 군대는 과거 후버와는 다른 루즈벨트의 태도에 그 제안을 수락한다. 이 외에도, 루즈벨트는 연설과 라디오를 통해 대공황으로 절망에 빠지고 낙담한 국민들을 격려하며 자신의 정책을 위한 진심어린 호소를 했다. 특히 라디오방송은 ‘난롯가에서 나누는 정다운 이야기: 노변 담화’ 라 불리 울 정도로 국민들에게 친근하게 다가갈 수 있게 해주었다. 이렇게 루스벨트는 개인이나 타인의 감정을 인지하고 잘 관리해나가는 감정 지능을 잘 사용함으로써 최초로 4선에 성공한 대통령이 된다.

### 이순신 - 혼합모델의 관점에서 분석한 이순신의 감정 지능

#### 자기인식
문무를 겸비한 이순신은 자신의 특기가 무술이라 생각하고 무인이 되려한다. 이는 자신의 장점과 한계를 분명히 파악하고 장점에 집중한 경우이다. 이순신은 이율곡이 그를 만나보고 싶어 할 때, 자신이 찾아가면 아부를 하려는 것으로 세상에 비춰질 수 있다며 이율곡이 재상에서 물러나면 찾아갈 것이라고 말했었다. 자신의 행동에 따른 영향력을 충분히 알고 있었던 것이다.

#### 자기확신
이순신은 원균이 일본에 의해 대부분의 수군 병력을 잃었을 때, “신에게는 아직도 전선 12척이 있으니, 죽을힘을 내어 항거해 싸우면 오히려 할 수 있는 일입니다” 라고 하며 자신의 능력에 대해 긍정적인 평가를 내리고 언제나 승리할 수 있다는 확신에 차있었다.

#### 자기관리(조절)
1597년, 선조의 공격명령을 듣지 않아 감옥에 갇혔을 때도 조카가 뇌물을 주면 나올 수 있을거라 하자 “죽으면 죽었지 어찌 도리에 어긋나는 일을 해 살기를 꾀한단 말이냐!”라고 노하였다. 생사가 걸린 상황에서 이순신은 이러한 상황에 의연하게 대처한다. 선조의 부당한 요구에 거절함으로 인해 억울하게 갇혔음에도 불법적인 일을 이용해 상황을 타개하려 하지 않는다. 따라서 이를 토대로, 자기조절 능력이 강함을 알 수 있다.

#### 사회적 능력

##### 사회적 인식 능력과 감정이입
이순신은 평소 부하들과 공감대를 형성하려 노력했고, 그들의 노고를 풀어주고 사기를 진작시키려 노력했다. 이순신장군은 직접 부하들과 같이 술을 마시거나, 씨름대회를 열어 우승자에게 상도 주며 군사들의 노고를 풀어주고자 한 사례들이 많이 있다.

##### 동기유발과 서비스능력
군사들이 승진할 유일한 기회는 무과 과거시험 뿐이었다. 그러나 무과 과거시험은 해상활동을 하는 조선의 수군들에겐 응시 장소가 너무 멀었고, 평가 기준 중 ‘말을 달리며 활을 쏘는 것’을 충족하기 힘들다는 문제점이 있었다. 이순신은 조정에 지속적으로 장소와 평가기준 변경에 대해 건의했고, 결국 받아들여졌다. 이순신은 무과과거시험을 통해 부하들의 승진욕구를 채워주고, 군사들의 복지에 신경써주어 부하들이 목표를 갖고 노력하게 하였다. 부하 군사들로 하여금 더욱 더 숙련된 군사가 될 동기를 유발시킨 것이다.

#### 관계 관리능력

##### 다른 사람을 이끌어주는 능력
이순신은 일종의 작전상황실과 같은 기능인 ‘운주당’을 설치했다. 운주당은 모든 군사들이 자신의 의견이나 정보 등을 언제든지 개진하게 할 수 있는 기능을 가지고 있었다. 그 의견 중 특출 난 것이 있으면 그것을 채택해 군사작전이나 운영에 반영해 부하들의 능력을 지지해 주었다. 이를 통해 부하들은 자신감을 얻게 된다. 또한, 이순신은 전투에서의 공로를 신분 차별 없이 인정해주었다. 형벌과 상을 친하고 덜 친한 것으로 차별하지 않고 분명히 해, 부하들의 충성심을 보다 잘 이끌어냈다.

## 기타 링크
http://eqtest.kr/ 무료로 EQ 테스트를 할 수 있는 사이트이다.

## 같이 보기
- 지능 지수
- 사이코패시 체크리스트(PCL-R)